# Caldo verde

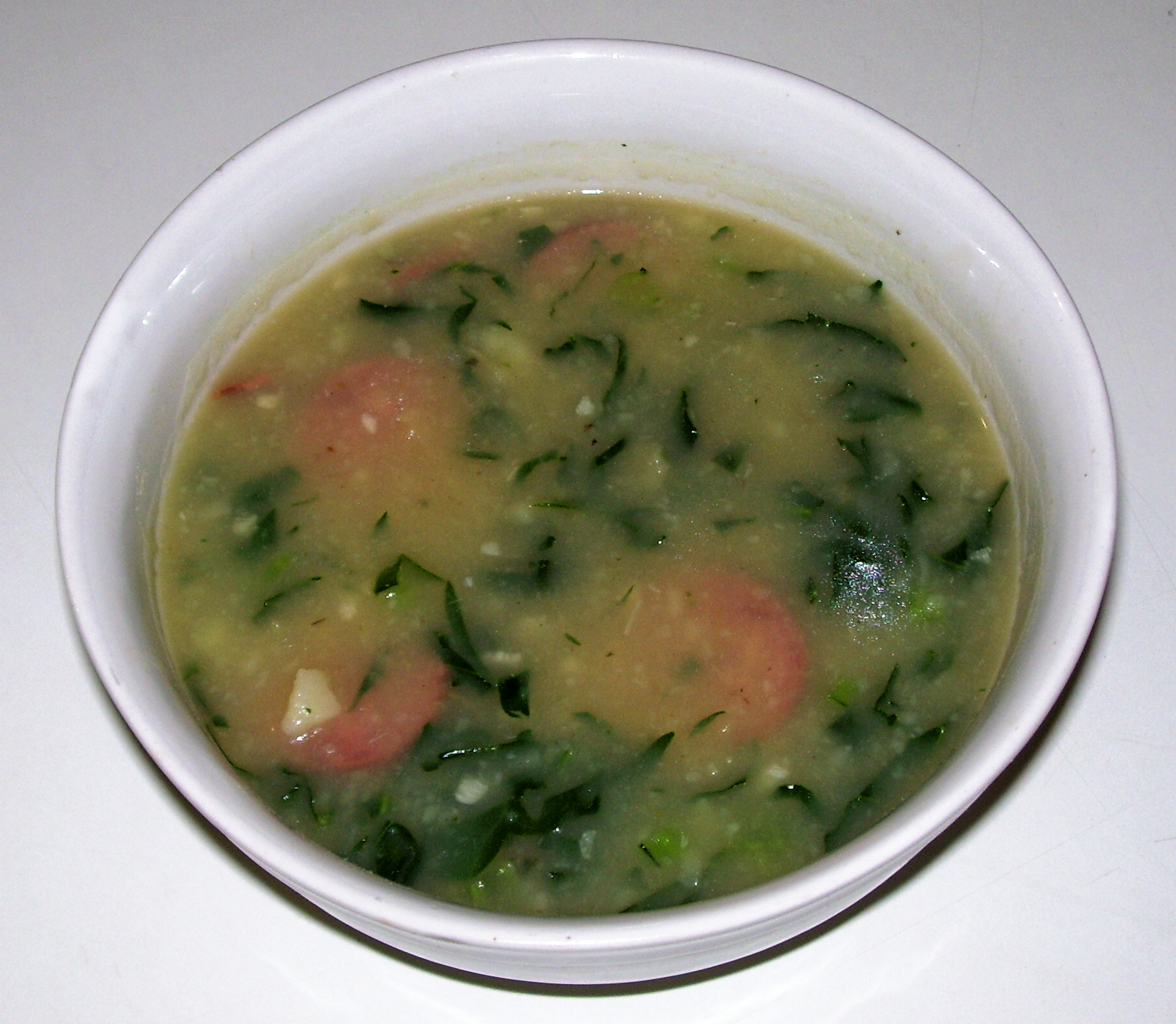
Caldo verde

Caldo verde (letterlijk: "groene bouillon") is een Portugese soep. De basisingrediënten zijn bouillon, aardappels (in blokjes), een groene koolsoort als Galicische kool, palmkool, mergkool of boerenkool (in reepjes), olijfolie en zout. Ook worden vaak uien en knoflook gebruikt. Stukjes pittige worst zoals chorizo kunnen worden toegevoegd, indien het budget dat toelaat.
Afhankelijk van de persoonlijke voorkeur kunnen eerst de aardappels gekookt en gepureerd worden, of kunnen aardappels en kool tegelijk gekookt worden, en tegelijk gepureerd worden. Indien een grove structuur op prijs gesteld wordt, kan het pureren achterwege worden gelaten.
In 2011 werd het gerecht uitgeroepen tot een van de 7 “Wonderen van de Portugese gastronomie”.